# 支叔才
支叔才（?—?），唐朝定州（今河北省定州市）人。
支叔才在隋朝末年荒年饥馑之时，夜里到田野中寻找食物，回去给母亲吃，被变民军抓住，想要杀了他，他告诉情况，变民军感念他孝顺，为他解缚。母亲病痈，支叔才为母亲吮疮注药。母亲去世时，支叔才墓侧搭建草屋，有白鹊停在草屋傍。唐高宗时，表彰其家。

## 延伸阅读
[在维基数据编辑]
 《新唐書·卷195》，出自《新唐書》